# Tetragnatha gracillima
Tetragnatha gracillima là một loài nhện trong họ Tetragnathidae.
Loài này thuộc chi Tetragnatha. Tetragnatha gracillima được miêu tả năm 1890 bởi Thorell.